# Liste der portugiesischen Botschafter in Mexiko
Die Liste der portugiesischen Botschafter in Mexiko listet die Botschafter Portugals in Mexiko auf. Die beiden Länder unterhalten seit 1865 direkte diplomatische Beziehungen.
Nach ersten diplomatischen Annäherungen ab 1843 akkreditierte sich im Juli 1865 der erste portugiesische Botschafter in Mexiko-Stadt. 1910 eröffnete Portugal dort eine eigene Legation, die 1959 zur Botschaft erhoben wurde.

## Missionschefs
| Name                                                        | Bild   | Amtszeit                             | Anmerkungen                                                                                              |
| Mexiko                                                      | Mexiko | Mexiko                               | Mexiko                                                                                                   |
| ----------------------------------------------------------- | ------ | ------------------------------------ | --- |
| Visconde de Sotto Mayor                                     |        | 1865 –August 1868                    | Sondergesandter und Ministro Plenipotenciário ohne Amtssitz, am 19. Juli 1865 akkreditiert               |
| Visconde de São Januário                                    |        | 22. Oktober 1879 –9. Dezember 1879   | Sondergesandter und Ministro Plenipotenciário mit Amtssitz Washington, am 28. Oktober 1879 akkreditiert  |
| Visconde das Nogueiras                                      |        | 22. November 1886 –24. Januar 1888   | Sondergesandter und Ministro Plenipotenciário mit Amtssitz Washington, am 25. November 1886 akkreditiert |
| Barão de Almeirim                                           |        | 24. Januar 1888 –27. Oktober 1889    | Übergangs-Geschäftsträger am Amtssitz Washington                                                         |
| Thomás de Sousa Rosa                                        |        | 27. Oktober 1889 –20. Juni 1894      | Ministro Plenipotenciário mit Amtssitz Washington, am 12. Mai 1891 akkreditiert                          |
| Ignacio Rodrigues da Costa Duarte                           |        | 20. Juni 1894 –30. Juni 1895         | Übergangs-Geschäftsträger mit Amtssitz Washington                                                        |
| Augusto de Sequeira Thedim                                  |        | 30. März 1963 –10. Juli 1963         | Ministro mit Amtssitz Washington                                                                         |
| Carlos Cyrillo Machado (Visconde de Santo Thyrso)           |        | 28. April 1896 –30. September 1901   | Ministro mit Amtssitz Washington, am 2. September 1897 akkreditiert                                      |
| Luiz Augusto de Moura Pinto de Azevedo Taveira              |        | 7. Oktober 1901 –24. April 1902      | Übergangs-Geschäftsträger mit Amtssitz Washington                                                        |
| José Francisco de Horta Machado da Franca (Visconde D'Alte) |        | 24. April 1902 –1910                 | Ministro Plenipotenciário mit Amtssitz Washington, am 11. Oktober 1902 akkreditiert                      |
| Luís de Arenas de Lima                                      |        | 12. Januar 1910 –1913?/1917          | Übergangs-Geschäftsträger mit Amtssitz Mexiko                                                            |
| João António Pestana de Vasconcelos Júnior                  |        | 20. Juni 1930 – 27. Februar 1931     | Konsul und Geschäftsträger, am 24. Juni 1930 akkreditiert, Amtssitz am Konsulat in Mexiko-Stadt          |
| Vasco Pereira da Cunha                                      |        | 29. August 1931 –1. Juli 1932        | Konsul und Geschäftsträger, am 2. November 1931 akkreditiert, Amtssitz am Konsulat in Mexiko-Stadt       |
| José Augusto de Magalhães                                   |        | 9. Januar 1933 –14. März 1933        | Konsul und Geschäftsträger, am 2. Februar 1933 akkreditiert, Amtssitz am Konsulat in Mexiko-Stadt        |
| António Luis Cerveira de Albuquerque e Castro               |        | 17. Januar 1934 –22. März 1940       | Konsul und Geschäftsträger, am 2. Februar 1934 akkreditiert, Amtssitz am Konsulat in Mexiko-Stadt        |
| João Rodrigues Simões Affra                                 |        | 25. April 1940 –15. Oktober 1941     | Geschäftsträger (Amtssitz nicht vermerkt)                                                                |
| José dos Santos da Silva Taveira                            |        | 20. Dezember 1941 –13. März 1945     | Konsul und Geschäftsträger, Amtssitz Konsulat und fortan Legation in Mexiko-Stadt                        |
| César de Sousa Mendes do Amaral e Abranches                 |        | 12. Dezember 1945 –10. November 1946 | Ministro Plenipotenciário, am 14. Juni 1945 akkreditiert                                                 |
| João Maria da Silva Lebre e Lima                            |        | 27. November 1946 –28. Juni 1955     | Ministro Plenipotenciário, am 17. Dezember 1946 akkreditiert                                             |
| José Eduardo de Menezes Rosa                                |        | 28. Juni 1955 –19. März 1956         | Übergangs-Geschäftsträger                                                                                |
| Eduardo Alberto Bacelar Machado                             |        | 19, März 1956 –5. August 1959        | Ministro Plenipotenciário, am 5. April 1956 akkreditiert                                                 |
| Eduardo Alberto Bacelar Machado                             |        | August 1959 –2. Oktober 1960         | Botschafter, am 17. August 1959 akkreditiert, Legation in Mexiko-Stadt nun zur Botschaft erhoben         |
| Manuel Pedro Ribeiro da Silva                               |        | 2. Oktober 1960 –20. August 1961     | Übergangs-Geschäftsträger                                                                                |
| Mário de Faria e Mello Ferreira Duarte                      |        | 21. August 1961 –21. September 1965  | Botschafter, am 12. September 1961 akkreditiert                                                          |
| Francisco José Laço Treichler Knopfli                       |        | 21. September 1965 –1. November 1965 | Übergangs-Geschäftsträger                                                                                |
| Carlos Augusto Fernandes                                    |        | 1. November 1965 –17. Dezember 1971  | Botschafter, am 25. November 1965 akkreditiert                                                           |
| Nuno Maria da Cunha e Távora Silveira e Lorena              |        | 17. Dezember 1971 –6. August 1972    | Übergangs-Geschäftsträger                                                                                |
| João Oswaldo Marçal Correia Antunes de Almeida              |        | 6. August 1972 –12. April 1974       | Botschafter, am 10. August 1972 akkreditiert                                                             |
| Nuno Maria da Cunha e Távora Silveira e Lorena              |        | 12. April 1974 –7. Oktober 1974      | Übergangs-Geschäftsträger                                                                                |
| António Eduardo de Carvalho Ressano Garcia                  |        | 7. Oktober 1974 –8. November 1977    | Botschafter, am 8. Oktober 1974 akkreditiert                                                             |
| Manuel Augusto da Costa Malheiro Dias                       |        | 8. November 1977 –22. November 1977  | Übergangs-Geschäftsträger                                                                                |
| José Custódio de Freitas Fernandes Fafe                     |        | 22. November 1977 –26. Februar 1981  | Botschafter, am 6. Dezember 1977                                                                         |
| Fernando Manuel Oliveira de Castro Brandão                  |        | 26. Februar 1981 –24. August 1981    | Übergangs-Geschäftsträger                                                                                |
| João Eduardo Nunes de Oliveira Pequito                      |        | 24. August 1981 –2. April 1984       | Botschafter, am 10. September                                                                            |
| Augusto José de Saraiva Peixoto                             |        | 2. April 1984 –5. April 1984         | Übergangs-Geschäftsträger                                                                                |
| Francisco José Laço Treichler Knopfli                       |        | 5. April 1984 –6. Juni 1988          | Botschafter, am 28. April 1984 akkreditiert                                                              |
| António Cabrita Matias                                      |        | 6. Juni 1988 –14. August 1993        | Botschafter, am 22. Juli 1988 akkreditiert                                                               |
| Álvaro Gil Gonçalves Pereira                                |        | 15. November 1993 –30. März 1999     | Botschafter, am 19. Januar 1994 akkreditiert                                                             |
| António Chambers de Antas de Campos                         |        | 8. April 1999 –11. September 2002    | Botschafter, am 21. Juni 1999 akkreditiert                                                               |
| Manuel Marcelo Monteiro Curto                               |        | 24. Oktober 2002 –1. Oktober 2004    | Botschafter                                                                                              |
| Francisco Manuel Guimarães Henriques da Silva               |        | 17. Oktober 2004 –8. Februar 2007    | Botschafter                                                                                              |
| Francisco Domingos Garcia Falcão Machado                    |        | 13. März 2007 –30. September 2010    | Botschafter                                                                                              |
| João José Gomes Caetano da Silva                            |        | 10. Januar 2011 –28. November 2015   | Botschafter, am 20. Januar 2011 akkreditiert                                                             |
| Jorge Ayres Roza de Oliveira                                |        | seit 1. Dezember 2015                | Botschafter, am 11. Mai 2016 akkreditiert                                                                |